# 923 Herluga
923 Herluga è un asteroide della fascia principale del diametro medio di circa 32,47 km. Scoperto nel 1919, presenta un'orbita caratterizzata da un semiasse maggiore pari a 2,6171520 UA e da un'eccentricità di 0,1955568, inclinata di 14,47775° rispetto all'eclittica.
Il nome per questo asteroide è stato scelto a caso dal popolare calendario Lahrer Hinkender Bote, pubblicato nella città di Lahr/Schwarzwald, in Germania.